# Giuseppe Giacosa
Giuseppe Giacosa, född 21 oktober 1847 i Colleretto Parella, Ivrea, död 1 september 1906 i Colleretto Parella, Ivrea, var en italiensk författare, främst dramatiker och librettist.
Han skrev i ung ålder romantiska skådespel som Una partita a scacchi (1871), övergick senare till historiska dramer som Il conte rosso (1880), men blev undan för undan alltmer intresserad av psykologisk och historisk realism och skrev mot slutet av sin karriär realistiska nutidsdramer med tydlig påverkan från Henrik Ibsen. Bland hans främsta verk märks Tristi Amori (1888, uppförd under titeln "Stulen lycka" i Stockholm 1892), Come le foglie (1900, uppförd som "Som blad för stormen i Stockholm 1903), samt Il piú forte (1905) vilka alla har översatts till flera språk. Giacosa skrev även noveller från sin piemotesiska hembygds som Novelle e poesi valdostani (1886).
Giacosa skrev tillsammans med Luigi Illica originallibrettona till Giacomo Puccinis La Bohème, Tosca och Madama Butterfly.